# Dinosauři od Pekelného potoka
Dinosauři od Pekelného potoka je populárně naučná kniha, jejímž hlavním tématem je svět posledních žijících neptačích dinosaurů ze severoamerického souvrství Hell Creek (v překladu "Pekelný potok" – odtud název knihy). Autorem je popularizátor paleontologie Vladimír Socha, jde o jeho v pořadí třetí knihu. Ilustrace v knize jsou dílem Vladimíra Rimbaly. Kniha částečně odráží zkušenosti a zážitky autora z vykopávek v Montaně, kterých se účastnil jako dobrovolník pod vedením instituce Museum of the Rockies v létě 2009. Kniha roku 2010.

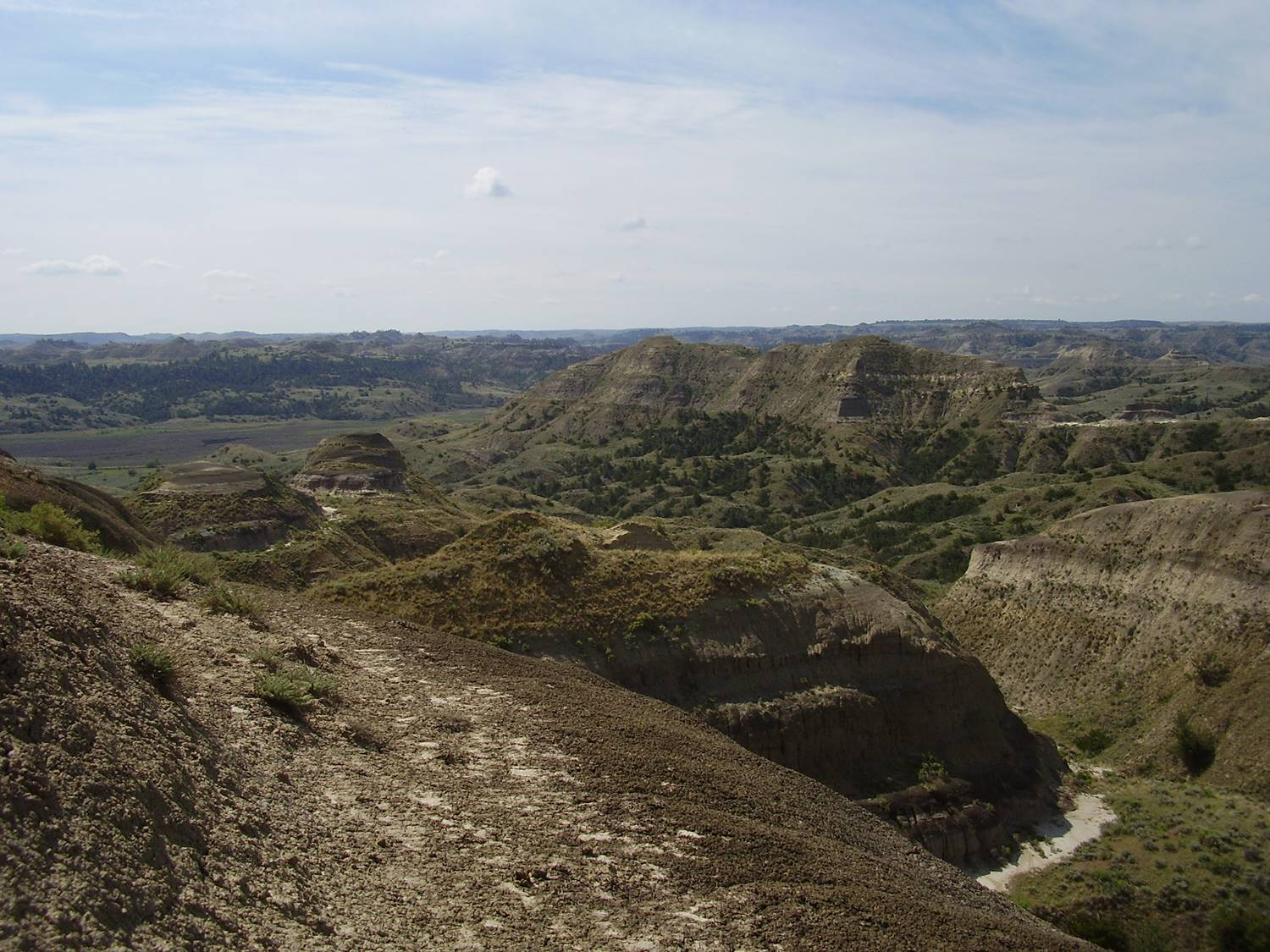
Hell Creek State Park, místo objevu prvního tyranosaura, zmiňované i v knize.

## Obsah knihy
Publikace představuje dějiny výzkumu dinosaurů na území Severní Ameriky, zkoumá blíže závěr jejich existence na konci křídy (vymírání K-Pg) a věnuje se podrobně také otázkám příčin jejich vymírání nebo třeba možnostem získávání organických molekul z dávných dinosauřích fosilií. Součástí textu je také poutavý popis běžného života na vykopávkách v pustinách Montany, různé tabulky a výčty, popisující dávnou faunu a flóru souvrství Hell Creek i zastoupení dinosaurů v době nejpozdnější křídy a mnoho dalšího.